# 기관지확장증
기관지확장증(氣管支擴張症, bronchiectasis)은 기관지의 일부분이 비가역적으로 확장되는 질병이다. 가래나 출혈등 다양한 증상을 일으킨다. 완치는 불가능하다고 알려져 있다.

## 원인
기관지확장증의 원인은 만성적인 하부기도의 감염이다. 반복적인 감염과 감염으로 인한 염증, 염증세포의 소화효소의 복합적인 작용으로 인해서, 기관지의 연골 부분과 콜라겐등으로 형성된 탄성 섬유가 파괴되면서 기관지는 자신의 형태를 유지하지 못하고 넓어지게 된다. 또, 기관지의 섬모가 파괴되면서 객담 배출에 이상이 생기면서 하부 기관지에는 찌꺼기가 쌓이면서 추가적인 염증을 유발한다. 그리고, 염증 관련 사이토카인으로 인해 기관지와 동행하는 기관지동맥이 확장되고 넓어진 기관지로 노출되면서 기관지 내부 출혈, 결과적으로 객혈의 원인이 된다.

## 진단
기관지확장증에 대한 진단 평가의 목표는 진단의 방사선학적 확인, 잠재적인 치료 가능한 원인의 식별 및 환자의 기능적 평가다. 종합적인 평가는 방사선 영상 촬영, 실험실 테스트 및 폐 기능 검사로 구성된다.
대부분의 기관지확장증 환자에서 흉부 엑스레이는 비정상이다. 컴퓨터단층촬영은 진단을 확인하기 위해 권장되며 질병의 분포를 설명하고 중증도를 등급화하는 데에도 사용된다. 방사선학적 소견에는 기도 확장, 기관지 벽 비후, 무기폐 등이 있다.